# Greg Sestero
Gregory Sestero (15 de julio de 1978) es un actor, modelo, productor y escritor estadounidense. Es conocido por interpretar a Mark en la película de culto The Room de 2003 y por sus recuerdos sobre el rodaje, publicados en 2013 en su libro The Disaster Artist.

## Primeros años
Sestero nació en Walnut Creek, California. Su madre es de ascendencia francesa y siciliana. Fue criado en Danville, California, donde acudió a la Monte Vista High School.
A la edad de 12 años, escribió una secuela a la entonces estrenada Home Alone con un papel protagónico para él. Envió el guion a Hughes Productions y recibió una carta de recomendación del cineasta John Hughes.
En su tercer año de secundaria, Sestero comenzó a modelar, trabajando en Milán y París para diseñadores como Giorgio Armani y Gianfranco Ferré. Regresó a los Estados Unidos para enfocarse en la actuación, uniéndose al American Conservatory Theater en San Francisco. Su fichaje con el agente de Hollywood Iris Burton incitó su eventual mudanza a Los Ángeles.

## Carrera

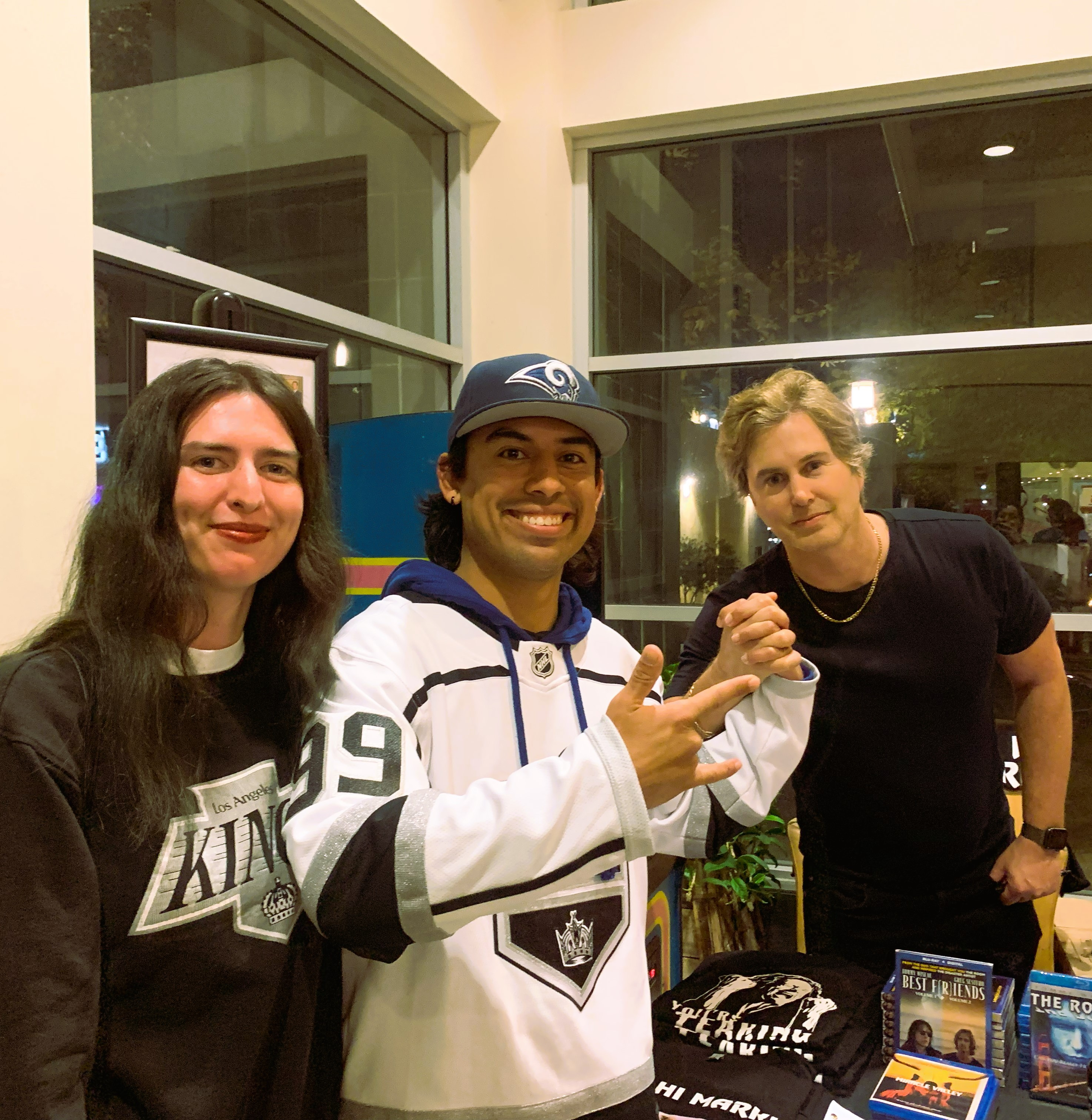
Greg Sestero (derecha) en 2024.

Los primeros trabajos de Sestero como actor incluyen papeles pequeños en el show de televisión Nash Bridges y las películas Gattaca (1997) y Patch Adams (1998). En 1999, Sestero interpretó un protagónico en Retro Puppet Master, a lo que siguió un papel en un episodio de la telenovela Days of Our Lives.

### The Room
El papel más conocido de Sestero hasta la fecha es como Mark, el mejor amigo del personaje interpretado por Tommy Wiseau, Johnny, en el film de culto de 2003 The Room. Sestero conoció a Wiseau en una clase de actuación en 1998. Wiseau dijo a Sestero que si lograba reunir el presupuesto necesario para crear la película, lo contrataría para un papel principal; Sestero llegó al set, acordando trabajar solamente detrás de escenas y ayudando a Wiseau con las audiciones y el casting. Aun así, Wiseau deseaba dejar fuera al actor que originalmente interpretaría a Mark, formuló así un plan para reemplazarlo con Sestero.
Sestero ha dicho que participó en la película porque pensaba que nadie la vería e iría directamente a video. La película fue destrozada por la crítica y recaudó una ínfima cantidad en taquilla. En el libro de Sestero, The Disaster Artist, revela que Wiseau le envió una copia a Paramount Pictures para obtener una amplia distribución pero que esta fue rechazada por el estudio en menos de 24 horas (el tiempo de respuesta usual es dos semanas).
Ross Morin, un profesor asistente de estudios de cine en la St. Cloud State University en Minnesota, la llamó el «Ciudadano Kane de las malas películas», y  Entertainment Weekly se refirió a Wiseau como «el Orson Welles de la mierda». A pesar del pobre recibimiento, Sestero se mantuvo humorístico y se salvó de gran parte de la crítica recibida por la película.
La película rápidamente comenzó a recibir atención por parte de la audiencia debido a su pobre producción antes que perderla; muy pronto se convirtió en una «película de culto» gracias a funciones de medianoche en los Estados Unidos. Miembros de la audiencia usualmente utilizan pelucas en la función para personificar a sus personajes favoritos, interactuar con lo que ocurre en la pantalla, y lanzar cubiertos de plástico y pelotas de fútbol por todo el cine.
Esta atención creció, en gran parte, debido a lo que fue bautizado como «The Room's 2010–2011 "Love is Blind" International Tour», un tour internacional en el cual la película fue proyectada en el Reino Unido, Alemania, Dinamarca, Australia, Francia, y la India, entre otros países. Sestero se presentó en varios eventos, publicando fotografías con fanáticos y, usualmente, charlando con ellos antes de la proyección.

### The Disaster Artist
En junio de 2011, se anunció que Sestero había llegado a un acuerdo con Simon & Schuster para escribir un libro contando sus experiencias sobre la filmación de The Room, Tommy Wiseau, y su camino a la actuación. El libro, titulado, The Disaster Artist, fue puesto a la venta en octubre de 2013.
El 23 de noviembre del 2014, The Disaster Artist ganó el premio al mejor libro de no-ficción en los National Arts & Entertainment Journalism Awards celebrados en Los Ángeles. El jurado alabó el libro, diciendo que «The Disaster Artist no es simplemente una malditamente buena lectura, sería una gran película si se adaptara en alguna ocasión. Es, en partes iguales, Ed Wood, American Hustle y un Ciudadano Kane enloquecido, con una pizca de Monty Python añadido a la mezcla». El 11 de febrero de 2015, el audiolibro de The Disaster Artist, narrado por Sestero, fue nominado como mejor audilibro de humor en los Audie Awards del 2015.
En 2014, la productora de Seth Rogen, Point Grey Pictures, adquirió los derechos para realizar una adaptación cinematográfica del libro de Sestero. En la película, también llamada The Disaster Artist, Dave Franco interpretó a Sestero, y James Franco interpretó a Wiseau además de dirigir la película, esto le valdría una nominación, que posteriormente ganaría, al Globo de Oro. Scott Neustadter y Michael H. Weber se encargaron del guion. New Line Cinema se encargó de la producción, los derechos de distribución serían adquiridos después por A24. La filmación inició el ocho de diciembre de 2015. La premier se llevó a cabo el 12 de marzo de 2017 en South by Southwest y se proyectó en los cines el 8 de diciembre de 2017.
En diciembre del 2017, The Disaster Artist hizo su debut en la The New York Times Best Seller list en la categoría de no-ficción.

### Otros trabajos
En 2006, Sestero apareció en la serie de televisión Fashion House, y además tuvo una participación sin acreditar en Accepted. En 2010 apareció en el vídeo musical «White Liar» de Miranda Lambert, el vídeo ganó el premio a mejor video y canción del año por parte de la Academy of Country Music; también estuvo nominado en la categoría de mejor vídeo de la Country Music Association awards. Poco tiempo después, Sestero apareció en el cortometraje End Zone, dirigido por Michael Rousselet, uno de los fanáticos originales que ayudaron a que la película alcanzara el estatus de culto.
Sestero se reunió con los comediantes Jason Saenz, Nick Turner, y Travis Irvine para protagonizar un sketch humorístico en el cual Sestero se convertía en el «nuevo» Jason Saenz gracias a una cirugía en la mandíbula. La edición de julio del 2010 de la revista Diablo coronó a Sestero como una de las «mejores y más destacadas estrellas de East Bay»
En julio de 2011, Sestero se alió con el comediante Patton Oswalt en You Got Mail, un cortometraje en el que Oswald era un cartero que entregaba a Sestero un paquete misterioso.
El 12 de noviembre de 2013, Sestero tuvo un cameo en un episodio de la serie web Nostalgia Critic, donde interpretó nuevamente a Mark. Sestero continúa modelando y ha aparecido en anuncios para Tommy Hilfiger, Armani, y Ralph Lauren, entre otros.
Sestero tuvo un papel secundario en Dude Bro Party Massacre III (2015). En la película también aparecen Patton Oswalt y Andrew W.K. Tuvo su premier en el Festival de cine de Los Ángeles el 13 de junio de 2015.
Sestero se ha aliado con Wiseau de nuevo para la película Best F(r)iends, basada en una historia escrita por Sestero acerca de un viaje junto a Wiseau en 2003.

## Vida personal
Sestero vive en el Sur de California.

## Filmografía

### Película
| Año  | Título                      | Papel                    | Notas                |
| ---- | --------------------------- | ------------------------ | -------------------- |
| 1997 | Gattaca                     | Habitante de Gattacan    | Sin acreditar        |
| 1998 | Patch Adams                 | Jaime                    | Sin acreditar        |
| 1999 | Retro Puppet Master         | Andre Toulon de joven    |                      |
| 1999 | EDtv                        | Roach                    | Sin acreditar        |
| 2003 | The Room                    | Mark                     | Productor de línea   |
| 2004 | Homeless in América         | Él mismo                 | Productor ejecutivo  |
| 2006 | Aceptado                    | Hombre en la fraternidad | Sin acreditar        |
| 2009 | Presencia de alienígena     | Ceniza                   |                      |
| 2009 | La Fosa y el Péndulo        | El novio de Alicia       |                      |
| 2015 | Dude Bro Party Massacre III | Derek                    |                      |
| 2017 | The Disaster Artist         | Agente de casting        | Cameo                |
| 2017 | Best F(r)iends              | Jon Kortina              | Escritor y productor |

### Televisión
| Año  | Título                       | Función  | Notas       |
| ---- | ---------------------------- | -------- | ----------- |
| 2000 | Days of Our Lives            | Jules    | 1 episodio  |
| 2006 | Fashion House                | Modelo   | 2 episodios |
| 2013 | The Blessed Ignorance of Men | Fr. Mark | Piloto      |

### Internet
| Año  | Título                 | Papel    | Notas                                       |
| ---- | ---------------------- | -------- | ------------------------------------------- |
| 2011 | How Did This Get Made? | Él mismo | Episodio 23: «The Room: Director’s Edition» |
| 2013 | Nostalgia Critic       | Mark     | Episodio: «Dawn of the Commercials»         |
| 2014 | Shut Up and Talk       | Él mismo | Talk show                                   |